# Драшов (Алба)
Драшов (рум. Drașov) насеље је у Румунији у округу Алба у општини Шпринг. Општина се налази на надморској висини од 284 m.

## Становништво
Према подацима из 2002. године у насељу је живело 503 становника, од којих су сви румунске националности.